# Ngũ gia bì hương
Ngũ gia nhỏ hay còn gọi là ngũ gia, ngũ gia hương (danh pháp khoa học: Eleutherococcus nodiflorus) là một loài thực vật có hoa trong Họ Cuồng cuồng. Loài này được (Dunn) S.Y.Hu mô tả khoa học đầu tiên năm 1980.